# Stanley Richardson
Stanley Hugh Richardson (2 de julio de 1890 – 24 de enero de 1958), más conocido como "Dick", fue un jugador de primera clase de críquet. Jugó en el Warwickshire County Cricket Club, condado de Nottinghamshire, en las ligas de 1920 a 1925.

## Biografía
Richardson nació en Marston Green, Warwickshire, y murió en Cambridge, aunque como dejó claro el obituario aparecido en The Times siempre vivió en Lowdham, Nottinghamshire.
Como deportista, Richardson fue un diestro bateador. Jugó en el encuentro contra el Kent en 1920 y también contra el equipo de la Universidad de Cambridge en 1925, pero en ninguno de estos encuentros realizó impacto alguno; su puntuación más alta fue de 8.